# Poecilmitis brooksi
Poecilmitis brooksi är en fjärilsart som beskrevs av Riley 1938. Poecilmitis brooksi ingår i släktet Poecilmitis och familjen juvelvingar. Inga underarter finns listade i Catalogue of Life.